# Haskell Stakes
Haskell Stakes, även känt som Haskell Invitational Stakes, är ett amerikanskt galopplöp för treåriga fullblod som rids årligen på Monmouth Park i Oceanport i New Jersey. Det rids under banan sommarmeeting över 1 1⁄8 miles, 1 811 meter. Det är sedan 1973 ett Grupp 1-löp, det vill säga ett löp av högsta internationella klass.
Första upplagan av löpet reds 1968. Löpet är en signaturhändelse på Monmouth Park under sommarens meeting, och ett stort löp för treåringar mellan Triple Crown-löpen och Breeders' Cup. Den samlade prissumman i löpet är för närvarande 1 miljon dollar, samt en av de mest prestigefyllda troféerna i amerikansk galoppsport, Haskell Trophy.

## Segrare
| År                             | Häst               | Jockey                 | Tränare                  | Tid     | Grupp | Ref    |
| ------------------------------ | ------------------ | ---------------------- | ------------------------ | ------- | ----- | ------ |
| Haskell Stakes                 |                    |                        |                          |         |       |        |
| 2021                           | †Mandaloun         | Florent Geroux         | Brad H. Cox              | 1:47.38 | I     | [ 5 ]  |
| 2020                           | Authentic          | Mike E. Smith          | Bob Baffert              | 1:50.45 | I     | [ 6 ]  |
| Haskell Invitational Stakes    |                    |                        |                          |         |       |        |
| 2019                           | Maximum Security   | Luis Saez              | Jason Servis             | 1:47.56 | I     | [ 7 ]  |
| 2018                           | Good Magic         | Jose L. Ortiz          | Chad C. Brown            | 1:50.01 | I     | [ 8 ]  |
| 2017                           | Girvin             | Robby Albarado         | Joe Sharp                | 1:48.35 | I     | [ 9 ]  |
| 2016                           | Exaggerator        | Kent Desormeaux        | J. Keith Desormeaux      | 1:48.70 | I     | [ 10 ] |
| 2015                           | American Pharoah   | Victor Espinoza        | Bob Baffert              | 1:47.95 | I     | [ 11 ] |
| 2014                           | Bayern             | Martin Garcia          | Bob Baffert              | 1:47.82 | I     | [ 12 ] |
| 2013                           | Verrazano          | John R. Velazquez      | Todd A. Pletcher         | 1:50.68 | I     | [ 13 ] |
| 2012                           | Paynter            | Rafael Bejarano        | Bob Baffert              | 1:48.67 | I     | [ 14 ] |
| 2011                           | Coil               | Martin Garcia          | Bob Baffert              | 1:48.10 | I     | [ 15 ] |
| 2010                           | Lookin At Lucky    | Martin Garcia          | Bob Baffert              | 1:49.40 | I     | [ 16 ] |
| 2009                           | ƒ Rachel Alexandra | Calvin Borel           | Steve Asmussen           | 1:47.21 | I     | [ 17 ] |
| 2008                           | Big Brown          | Kent Desormeaux        | Richard E. Dutrow Jr.    | 1:48.31 | I     | [ 18 ] |
| 2007                           | Any Given Saturday | Garrett K. Gomez       | Todd A. Pletcher         | 1:48.35 | I     | [ 19 ] |
| 2006                           | Bluegrass Cat      | John R. Velazquez      | Todd A. Pletcher         | 1:48.85 | I     | [ 20 ] |
| Haskell Invitational Handicap  |                    |                        |                          |         |       |        |
| 2005                           | Roman Ruler        | Jerry D. Bailey        | Bob Baffert              | 1:49.88 | I     | [ 21 ] |
| 2004                           | Lion Heart         | Joe Bravo              | Patrick L. Biancone      | 1:48.95 | I     | [ 22 ] |
| 2003                           | Peace Rules        | Edgar S. Prado         | Robert J. Frankel        | 1:49.32 | I     | [ 23 ] |
| 2002                           | War Emblem         | Victor Espinoza        | Bob Baffert              | 1:48.21 | I     | [ 24 ] |
| 2001                           | Point Given        | Gary L. Stevens        | Bob Baffert              | 1:49.77 | I     | [ 25 ] |
| 2000                           | Dixie Union        | Alex O. Solis          | Richard E. Mandella      | 1:50.00 | I     | [ 26 ] |
| 1999                           | Menifee            | Pat Day                | W. Elliott Walden        | 1:48.06 | I     | [ 27 ] |
| 1998                           | Coronado's Quest   | Mike E. Smith          | Claude R. McGaughey III  | 1:48.60 | I     | [ 28 ] |
| 1997                           | Touch Gold         | Chris McCarron         | David E. Hofmans         | 1:47.62 | I     | [ 29 ] |
| 1996                           | Skip Away          | Jose A. Santos         | Sonny Hine               | 1:47.73 | I     | [ 30 ] |
| 1995                           | ƒ Serena's Song    | Gary L. Stevens        | D. Wayne Lukas           | 1:48.94 | I     | [ 31 ] |
| 1994                           | Holy Bull          | Mike E. Smith          | Jimmy Croll              | 1:48.36 | I     | [ 32 ] |
| 1993                           | Kissin Kris        | Jose A. Santos         | David R. Bell            | 1:49.58 | I     | [ 33 ] |
| 1992                           | Technology         | Jerry D. Bailey        | Sonny Hine               | 1:48.78 | I     | [ 34 ] |
| 1991                           | Lost Mountain      | Craig Perret           | Thomas K. Bohannan       | 1:48.06 | I     | [ 35 ] |
| 1990                           | Restless Con       | Timothy T. Doocy       | Duane Offield            | 1:49.20 | I     | [ 36 ] |
| 1989                           | King Glorious      | Chris McCarron         | Jerry Hollendorfer       | 1:49.80 | I     | [ 37 ] |
| 1988                           | Forty Niner        | Laffit Pincay Jr.      | Woodford C. Stephens     | 1:47.60 | I     | [ 38 ] |
| 1987                           | Bet Twice          | Craig Perret           | Jimmy Croll              | 1:47.00 | I     | [ 39 ] |
| 1986                           | Wise Times         | Christopher P. DeCarlo | Philip A. Gleaves        | 1:48.60 | I     | [ 40 ] |
| 1985                           | Skip Trial         | Jean-Luc Samyn         | Sonny Hine               | 1:48.60 | I     | [ 41 ] |
| 1984                           | Big Pistol         | Garth Patterson        | Lynn S. Whiting          | 1:47.80 | I     | [ 42 ] |
| 1983                           | Deputed Testamony  | Herb McCauley          | J. William Boniface      | 1:49.20 | I     | [ 43 ] |
| 1982                           | Wavering Monarch   | Randy Romero           | George R. Arnold II      | 1:47.80 | I     | [ 44 ] |
| 1981                           | Five Star Flight   | Craig Perret           | Ben W. Perkins Sr.       | 1:48.40 | I     | [ 45 ] |
| Monmouth Invitational Handicap |                    |                        |                          |         |       |        |
| 1980                           | Thanks to Tony     | Carlos E. Lopez Sr.    | Reynaldo H. Nobles       | 1:49.40 | I     | [ 46 ] |
| 1979                           | Coastal            | Ruben Hernandez        | David A. Whiteley        | 1:48.80 | I     | [ 47 ] |
| 1978                           | Delta Flag         | Danny Nied             | Lawrence W. Jennings Jr. | 1:53.20 | I     | [ 48 ] |
| 1977                           | Affiliate          | Miguel A. Rivera       | Laz Barrera              | 1:50.60 | I     | [ 49 ] |
| 1976                           | Majestic Light     | Sandy Hawley           | John W. Russell          | 1:47.00 | I     | [ 50 ] |
| 1975                           | Wajima             | Braulio Baeza          | Stephen A. DiMauro       | 1:49.60 | I     | [ 51 ] |
| 1974                           | Holding Pattern    | Michael Miceli         | Jerome Sarner Jr.        | 1:49.80 | I     | [ 52 ] |
| 1973                           | Our Native         | Miguel A. Rivera       | William J. Resseguet     | 1:48.60 | I     | [ 53 ] |
| 1972                           | Freetex            | Michael Hole           | William T. Raymond       | 1:50.00 |       | [ 54 ] |
| 1971                           | West Coast Scout   | Larry Adams            | Mervin J. Marks          | 1:48.00 |       | [ 55 ] |
| 1970                           | Twice Worthy       | John Ruane             | James P. Conway          | 1:48.40 |       | [ 56 ] |
| 1969                           | Al Hattab          | Ray Broussard          | Warren A. Croll Jr.      | 1:50.20 |       | [ 57 ] |
| 1968                           | Balustrade         | Eric Walsh             | Morris H. Dixon          | 1:50.00 |       | [ 58 ] |

Notes:
ƒ anger ett sto.
† I 2021 års upplaga av löpet var Hot Rod Charlie först över mållinjen, men diskvalificerades för trängning och flyttades ner till sjunde (sista) plats.